# عطالة علاجية
العطالة العلاجية (بالإنجليزية: Therapeutic inertia)‏ أو العطالة السريرية (بالإنجليزية: clinical inertia)‏ هو مقياس لمقاومة تظهر تجاه علاج طبي مستخدم لحالة طبية ما. عادة ما يقاس بنسبة مئوية لعدد المرات التي يتلقى فيها المريض علاجا جديدا أو زيادة في العلاج من عدد الزيارات الكلية للمريض إلى مختصي الرعاية الصحية. النسبة العالية للعطالة العلاجية تدل على أن مقدم الرعاية الصحية بطيء في علاج الحالة، أما النسبة المنخفضة فتدل أن تقديم العلاج المناسب كان سريعا ومنذ البدء في تقديم الخدمة العلاجية للحالة.
كانت العطالة العلاجية طريقة حسابية لتقييم علاج فرط ضغط الدم، لكنها الآن تستخدم لتقييم الكثير من علاجات الأمراض مثل السكري وفرط شحميات الدم الأبحاث السريرية سواء كانت تقرير حالة أو تجارب سريرية التي درست تقليل العطالة العلاجية أظهرت زيادة في السيطرة على فرط ضغط الدم والسكري وفرط شحميات الدم.

## حساب العطالة العلاجية
توجد طريقتان شائعتان لحساب العطالة العلاجية، الأمثلة التالية ستفترض أن المريض قد زار الطبيب خمس مرات، كانت حالة المريض في أربع منها غير مسيطر عليها (مثل فرط ضغط الدم وفرط كوليسترول الدم). قام الطبيب في زيارتين من هذه الزيارات بتغيير العلاج:

### الطريقة الأولى
بحسب أوكوفوندا:
- العطالة العلاجية = {\displaystyle {\frac {h}{v}}-{\frac {c}{v}}}

حيث أن:
- h = عدد الزيارات التي لم يتم فيها السيطرة على الحالة.
- c = عدد الزيارات التي تم فيها تغيير العلاج.
- v = عدد الزيارات الكلي.

لذلك:
- العطالة العلاجية = {\displaystyle {\frac {4}{5}}-{\frac {2}{5}}=0.4=40\%}

### الطريقة الثانية
في هذه الطريقة تهمل الزيارات التي تكون فيها الحالة مسيطر عليها لأنه من الطبيعي توقع عدم تغيير العلاج. في هذه الحالة:
- العطالة العلاجية = {\displaystyle 1-{\frac {c}{h}}}

وبسبب كون فقط زيارتين من 4 كانت الحالة غير مسيطر عليها، لذلك:
- العطالة العلاجية = {\displaystyle 1-{\frac {2}{4}}=0.5=50\%}